# آیدین‌لیک (آماسیه)
آیدین‌لیک (به ترکی استانبولی: Aydınlık) یک منطقهٔ مسکونی در ترکیه است که در آماسیه واقع شده‌است.